# Liste der Baudenkmale in Bodensee (Landkreis Göttingen)
In der Liste der Baudenkmale in Bodensee sind alle Baudenkmale der niedersächsischen Gemeinde Bodensee (Landkreis Göttingen) aufgelistet. Der Stand der Liste ist das Jahr 1997.

## Allgemein
Die Baudenkmale gruppieren sich um ein Dreieck von Hauptstraße, Nordenstraße und Lindenstraße. Im Mittelpunkt befindet sich die Kirche, die das Dorfbild prägt.
In den Spalten befinden sich folgende Informationen:
- Lage: die Adresse des Baudenkmales und die geographischen Koordinaten. Kartenansicht, um Koordinaten zu setzen. In der Kartenansicht sind Baudenkmale ohne Koordinaten mit einem roten Marker dargestellt und können in der Karte gesetzt werden. Baudenkmale ohne Bild sind mit einem blauen Marker gekennzeichnet, Baudenkmale mit Bild mit einem grünen Marker.
- Bezeichnung: Bezeichnung des Baudenkmales
- Beschreibung: die Beschreibung des Baudenkmales. Unter § 3 Abs. 2 NDSchG werden Einzeldenkmale und unter § 3 Abs. 3 NDSchG Gruppen baulicher Anlagen und deren Bestandteile ausgewiesen.
- ID: die Objekt-ID des Baudenkmales
- Bild: ein Bild des Baudenkmales, ggf. zusätzlich mit einem Link zu weiteren Fotos des Baudenkmals im Medienarchiv Wikimedia Commons. Wenn man auf das Kamerasymbol klickt, können Fotos zu Baudenkmalen aus dieser Liste hochgeladen werden:

## Baudenkmale
| Lage                                            | Bezeichnung                | Beschreibung | ID       | Bild           |
| ----------------------------------------------- | -------------------------- | --- | -------- | -------------- |
| Am Höherberg 51° 36′ 15″ N, 10° 9′ 18″ O        | Kreuzwegstation            | Kreuzwegstation am Weg zwischen Bodensee und dem Höherberg, 1,5 km östlich der Kirche. | 35238659 | Weitere Bilder |
| Hauptstraße 26 51° 36′ 21″ N, 10° 8′ 0″ O       | Wohnhaus                   | | 35238681 | BW             |
| Hauptstraße 37 51° 36′ 20″ N, 10° 7′ 57″ O      | Wohnhaus                   | |          | BW             |
| Hauptstraße 39 51° 36′ 20″ N, 10° 7′ 57″ O      | Wohn-/Wirtschaftsgebäude   | | 35238728 | BW             |
| Hauptstraße 55 51° 36′ 16″ N, 10° 7′ 53″ O      | Wohnhaus                   | |          | BW             |
| Hauptstraße 57 51° 36′ 16″ N, 10° 7′ 53″ O      | Wohnhaus                   | | 35238748 | BW             |
| Lindenstraße 2 51° 36′ 15″ N, 10° 7′ 57″ O      | Wohnhaus                   | |          | BW             |
| Nordenstraße 51° 36′ 22″ N, 10° 8′ 2″ O         | Wegekreuz (Wegkreuz)       | neben dem Haus Hauptstraße 24 | 35238853 |                |
| Nordenstraße 51° 36′ 17″ N, 10° 8′ 0″ O         | Pfarrkirche St. Matthäus   | Die katholische Kirche St. Matthäus wurde 1779 erbaut. Es ist eine dreiachsige Saalkirche mit einem Turm. Im Inneren befindet sich ein Barockaltar von Daniel Bartels aus Hildesheim. Die Taufe stammt aus dem Jahr 1664. | 35238790 | Weitere Bilder |
| Nordenstraße 51° 36′ 17″ N, 10° 8′ 1″ O         | Umfassungsmauer (Kirchhof) | | 35239019 |                |
| Nordenstraße 51° 36′ 17″ N, 10° 8′ 0″ O         | Bildstock                  | auf dem Kirchhof an der südwestlichen Seite der Kirche | 35238812 |                |
| Nordenstraße 10 51° 36′ 20″ N, 10° 8′ 1″ O      | Wohnhaus                   | Bildet zusammen mit Nordenstraße 10/12/14 eine Baudenkmal-Gruppe (ID 35228100). | 35238873 | BW             |
| Nordenstraße 12 51° 36′ 20″ N, 10° 8′ 1″ O      | Wohn-/Wirtschaftsgebäude   | Bildet zusammen mit Nordenstraße 10/12/14 eine Baudenkmal-Gruppe (ID 35228100). | 35238895 | BW             |
| Nordenstraße 14 51° 36′ 19″ N, 10° 8′ 1″ O      | Wohnhaus                   | Bildet zusammen mit Nordenstraße 10/12/14 eine Baudenkmal-Gruppe (ID 35228100). | 35238917 | BW             |
| Nordenstraße 17 51° 36′ 18″ N, 10° 8′ 2″ O      | Wohnhaus                   | | 35238939 | BW             |
| Nordenstraße 19 51° 36′ 17″ N, 10° 8′ 3″ O      | Pfarrhaus                  | | 35238959 |                |
| Oberdorfstraße 13 51° 36′ 13″ N, 10° 7′ 59″ O   | Wohnhaus                   | | 35238979 | BW             |
| Renshäuser Straße 4 51° 36′ 14″ N, 10° 7′ 52″ O | Wegekreuz (Wegkreuz)       | | 35238999 |                |